# Amiruddin Sharifi
Amiruddin Mohammad Anwar Sharifi (Teheran, 2 giugno 1992) è un calciatore afghano, attaccante dell'Attack Energy e della nazionale afghana.

## Carriera

### Nazionale
Nel 2013 ha esordito con la nazionale afghana.

## Statistiche

### Cronologia presenze e reti in nazionale
| Cronologia completa delle presenze e delle reti in nazionale ― Afghanistan | Cronologia completa delle presenze e delle reti in nazionale ― Afghanistan | Cronologia completa delle presenze e delle reti in nazionale ― Afghanistan | Cronologia completa delle presenze e delle reti in nazionale ― Afghanistan | Cronologia completa delle presenze e delle reti in nazionale ― Afghanistan | Cronologia completa delle presenze e delle reti in nazionale ― Afghanistan | Cronologia completa delle presenze e delle reti in nazionale ― Afghanistan | Cronologia completa delle presenze e delle reti in nazionale ― Afghanistan |
| Data                                                                       | Città                                                                      | In casa                                                                    | Risultato                                                                  | Ospiti                                                                     | Competizione                                                               | Reti                                                                       | Note                                                                       |
| -------------------------------------------------------------------------- | -------------------------------------------------------------------------- | -------------------------------------------------------------------------- | -------------------------------------------------------------------------- | -------------------------------------------------------------------------- | -------------------------------------------------------------------------- | -------------------------------------------------------------------------- | -------------------------------------------------------------------------- |
| 10-10-2017                                                                 | Dušanbe                                                                    | Afghanistan                                                                | 3 – 3                                                                      | Giordania                                                                  | Qual. Coppa d'Asia 2019                                                    | -                                                                          | 45+2’                                                                      |
| 14-11-2017                                                                 | Hanoi                                                                      | Vietnam                                                                    | 0 – 0                                                                      | Afghanistan                                                                | Qual. Coppa d'Asia 2019                                                    | -                                                                          | 84’                                                                        |
| 25-5-2021                                                                  | Dubai                                                                      | Indonesia                                                                  | 2 – 3                                                                      | Afghanistan                                                                | Amichevole                                                                 | 1                                                                          |                                                                            |
| 3-6-2021                                                                   | Doha                                                                       | Bangladesh                                                                 | 1 – 1                                                                      | Afghanistan                                                                | Qual. Mondiali 2022                                                        | 1                                                                          |                                                                            |
| 15-6-2021                                                                  | Doha                                                                       | India                                                                      | 1 – 1                                                                      | Afghanistan                                                                | Qual. Mondiali 2022                                                        | -                                                                          |                                                                            |
| 13-6-2023                                                                  | Biškek                                                                     | Iran                                                                       | 6 – 1                                                                      | Afghanistan                                                                | CAFA Nations Cup 2023- 1º turno                                            | -                                                                          | 84’                                                                        |
| Totale                                                                     |                                                                            | Presenze                                                                   | 6                                                                          |                                                                            | Reti                                                                       | 2                                                                          |                                                                            |

## Palmarès

### Club

#### Competizioni nazionali
- Campionato afghano: 3

Shaheen Asmayee: 2013, 2014, 2016